# Schoenus lymansmithii
Schoenus lymansmithii là loài thực vật có hoa trong họ Cói. Loài này được M.T.Strong miêu tả khoa học đầu tiên năm 1999.